# Oscar Tropp

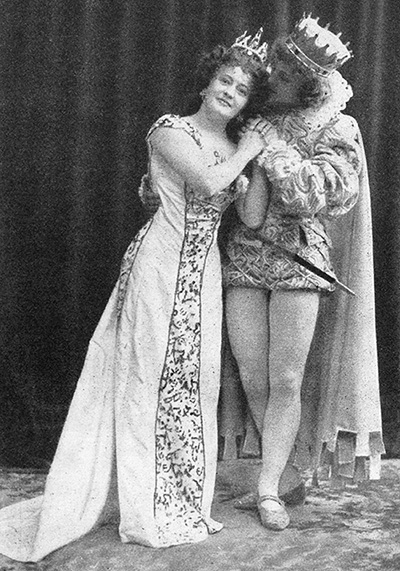
Victoria Strandin y Oscar Tropp en 1907

Oscar Tropp (8 de junio de 1882 - 3 de mayo de 1934) fue un bailarín y coreógrafo de nacionalidad sueca.

## Biografía
Su nombre completo era Oscar Edvard Tropp, y nació en Estocolmo, Suecia, siendo sus padres Karl August Tropp y Josefina Albertina Frummeri. Era hermano de Anna Tropp y Sven Tropp. 
A los siete años de edad ingresó como alumno en la Ópera Real de Estocolmo, perteneciendo a su compañía hasta el año 1931. Entre las obras más destacadas en las que actuó figuran Scheherezade, Cleopatra, Carneval, Per svinaherde y Bergakungen. Junto a su hermano Sven trabajó en la coreografía de los ballets Narcissos y Mylitta.
Oscar Tropp falleció en Malmö, Suecia, en el año 1934.

## Filmografía
- 1919 : Jefthas dotter (también coreógrafo)
- 1915 : Arlequins frieri (también guionista)
- 1910 : Two-step (también coreógrafo)
- 1907 : Balett ur operan Mignon

## Teatro (coreógrafo)
- 1910 : En sommarnattsdans, eller Balettens triumf på Söder, de Algot Sandberg, dirección de Algot Sandberg y Wilhelm Berndtson, Mosebacketeatern[2]